# John Franklin Rixey
John Franklin Rixey, född 1 augusti 1854 i Culpeper County, Virginia, död 8 februari 1907 i Washington, D.C., var en amerikansk politiker (demokrat). Han var ledamot av USA:s representanthus från 1897 fram till sin död.
Rixey är begravd på Fairview Cemetery i Culpeper i Virginia.